# Nambaroo
Nambaroo is een geslacht van uitgestorven buideldieren verwant aan de kangoeroes en behorend tot de Balbaridae. Het geslacht, die geleefd moet hebben tijdens het Laat-Oligoceen, werd tussen 1993 en 1997 uitgegraven in noordelijk Queensland. Het dier was ongeveer zo groot als een kleine hond en had hoektanden om soortgenoten mee te verjagen.

## Beschrijving
Het bijzondere van dit geslacht is dat hij niet op zijn achterpoten huppelde, zoals hedendaagse kangoeroes, maar dat hij vermoedelijk op vier poten galoppeerde, zoals hedendaagse paarden. Dit werd geconcludeerd door paleontologen van de La Trobe University op basis van de grote gespierde voorpoten van het gevonden fossiel. Ook zou het dier grote tenen en beweeglijke voeten gehad hebben, wat op klimgedrag duidt. Het leefgebied van de Nambaroo bestond uit dichte wouden, waar hij foerageerde. Zijn dieet bestond waarschijnlijk uit fruit en paddenstoelen.
Omdat voorheen alleen tanden en kaakbeenderen waren gevonden, wordt verwacht dat men uit het complete skelet van de Nambaroo veel leert over klimaatveranderingen tijdens het Laat-Oligoceen en hoe die de evolutie van kangoeroes bepaald hebben.